# انجمن فیزیک آلمان
انجمن فیزیک آلمان (به آلمانی: Deutsche Physikalische Gesellschaft) بزرگترین انجمن فیزیک جهان است. تعداداعضای جهانی این انجمن بیش از ۶۰،۰۰۰ نفر (تا تاریخ مه ۲۰۱۱) در بر می‌گیرد. تشکیل این انجمن به سال ۱۸۴۵ بازمی‌گردد و یکی از قدیمی‌ترین جوامع فیزیک در جهان است. این انجمن یک کنفرانس سالیانه (Jahrestagung) و یک کنفرانس بهاری (Frühjahrstagungen) با موضوعات متنوعی به انتخاب خود انجمن برگزار می‌کند.

## شکل گیری و تاریخچه
این انجمن در ۱۴ ژانویه سال ۱۸۴۵ در برلین با عنوان انجمن فیزیک برلین در خانهٔ هاینریش گوستاو مگنوس در شهر کوپفرگرابن، خانهٔ مگنوس، تشکیل شد.

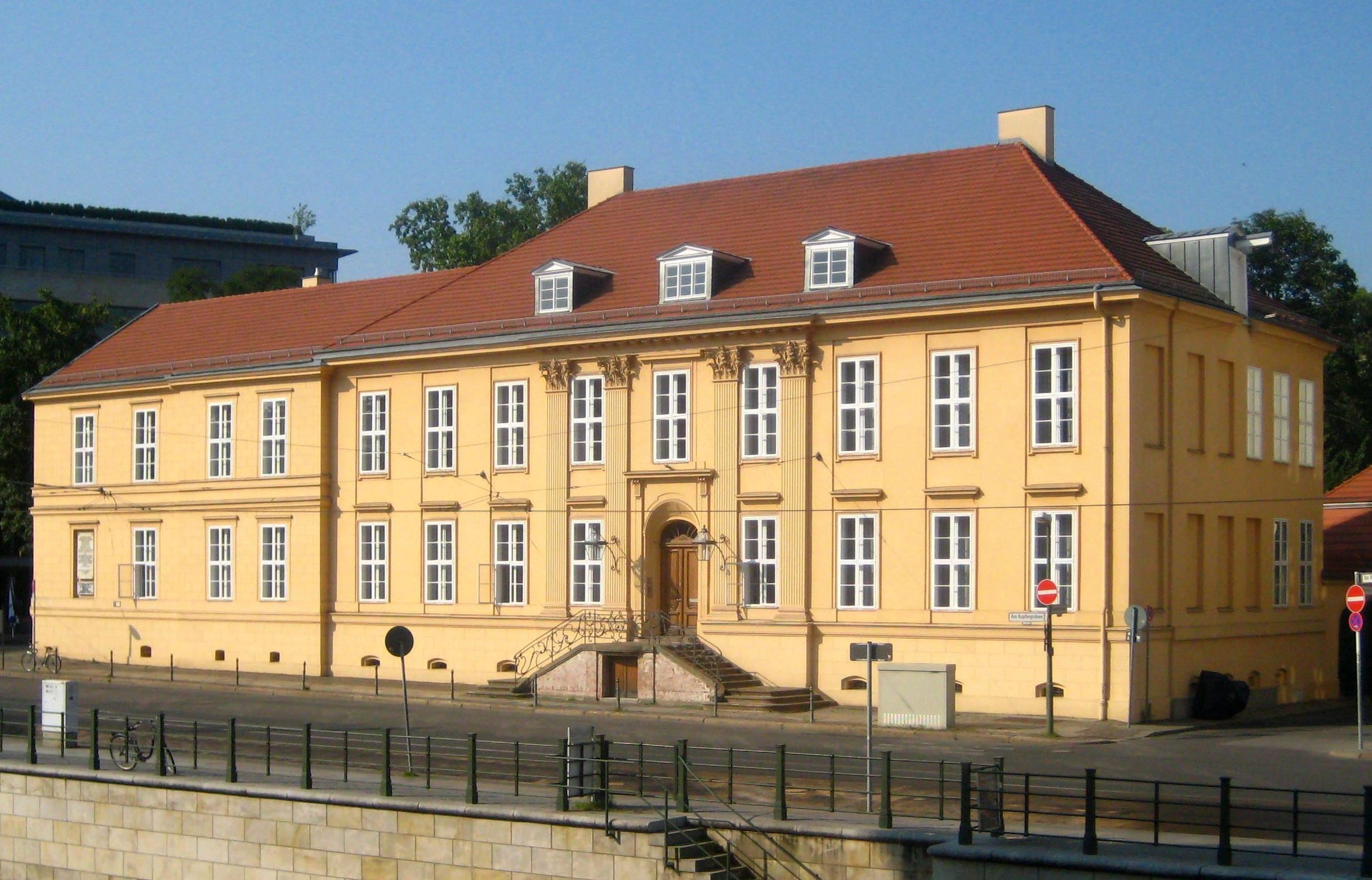
خانهٔ مگنوس

دیگر اعضای انجمن در هنگام تشکیل امیل دو بویس ریموند و ارنست ویلهلم فون پل بودند. در ۱ژانویه ۱۸۹۹ این انجمن به عنوان انجمن فیزیک آلمان شناخته شد.

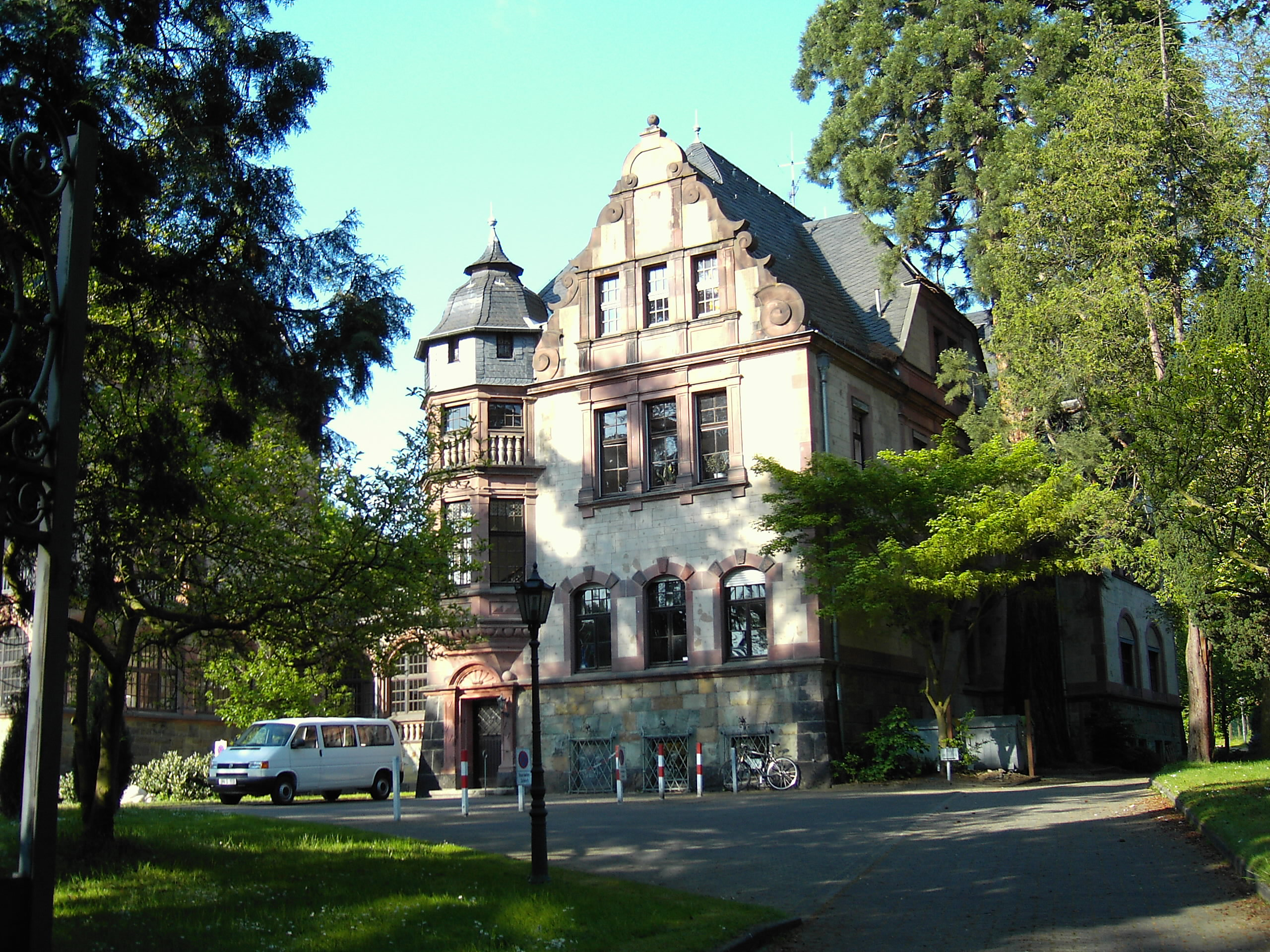
دفتر مرکزی در باد هونف

در سال ۱۹۹۰ هر دو انجمن فیزیک آلمان یعنی (die DPG و die Physikalische Gesellschaft der DDR)
با یکدیگر ادغام شدند. محل جدید جلسات انجمن در باد هونف است. دفتر اصلی آن نیز در همان جا قرار دارد که از سال ۲۰۰۴ دکتر برنهارد نونر مدیریت آن را بدست دارد. از سال ۱۹۷۶ این انجمن به عنوان مرکز فیزیک باد هونف مرکز نشست‌ها و کنفرانس‌های فیزیک شد.
دی‌پی‌جی خود را به عنوان یک سایت و تریبون فیزیک می‌بیند که فعالیت‌های غیرانتفاعی در زمینهٔ فیزیک انجام می‌دهد. این موسسه استادان، دانشجوها، معلم‌ها، صنعت گران و هر شخص دیگری که به علم فیزیک علاقه‌مند است مانند خبرنگارهای علمی و مخترعان و نوآوران در فیزیک را دور هم جمع می‌کند. در حال حاضر دی‌پی‌جی ۹ برندهٔ جایزهٔ نوبل را در کارنامهٔ خود دارد. این جامعه همچنین اعضای سرشناسی چون آلبرت انیشتین، هرمان وان هلمهولتز و ماکس پلانک در عنوان رئیس انجمن داشته‌است. بودجهٔ دی‌پی‌جی به وسیلهٔ کمک‌های اعضای آن تأمین می‌شود.